# Drapetis parilis
Drapetis parilis är en tvåvingeart som beskrevs av Collin 1926. Drapetis parilis ingår i släktet Drapetis och familjen puckeldansflugor. Arten är reproducerande i Sverige. Inga underarter finns listade i Catalogue of Life.